# Raj Sogivalu
Naisali (Raj) Sogivalu (19 januari 1990) is een Tuvaluaans voetballer die uitkomt voor Nauti.
Raj speelde tot nu toe drie wedstrijden voor het Tuvaluaans voetbalelftal waarvan twee bij de Pacific Games 2011. En hij speelde 4 wedstrijden voor het Tuvaluaans zaalvoetbalteam. Raj, die ook wel 'The rat' werd genoemd hikte tijdens de Pacific Games tegen een basisplaats aan. Miste evenwel de echte wapens om die stap te wagen.

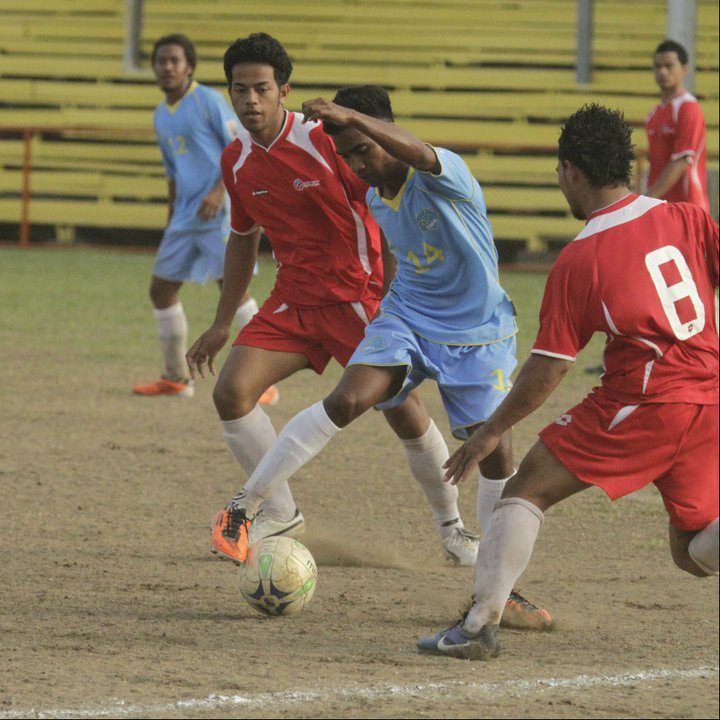
Raj in actie tegen Samoa

1 Sieni ·
2 Pokia ·
3 Tofuola ·
4 Timuani ·
5 Takataka ·
6 Penisula ·
7 Liva ·
8 Tinilau ·
9 Tiute ·
10 Lepaio ·
11 Panapa ·
12 Petoa ·
13 Stanley ·
14 Sogivalu ·
15 Ofati ·
16 Selau ·
17 Ale ·
18 Petaia ·
19 Lima'alofa ·
20 Okelani ·
24 Tapasei ·
Coach: De Haan
1 Tailolo ·
2 Sogivalu ·
3 Taukatea ·
4 Lepaio ·
5 Maleko ·
6 Petaia ·
7 Ionatana ·
8 Uaelesi ·
9 Petaia ·
10 Panapa ·
11 Tiute ·
12 Timuani ·
Coach: Vave